# 32582 Mayachandar
32582 Mayachandar è un asteroide della fascia principale. Scoperto nel 2001, presenta un'orbita caratterizzata da un semiasse maggiore pari a 2,3505731 UA e da un'eccentricità di 0,1975487, inclinata di 1,77064° rispetto all'eclittica.